# Haringsee
Haringsee är en ort och kommun  i Österrike. Den ligger i distriktet Gänserndorf i förbundslandet Niederösterreich, 32 km öster om huvudstaden Wien. 
Kommunen består av tre orter (Ortschaften) (inom parentes invånarantal 1 januari 2024):
- Fuchsenbigl (339)
- Haringsee (657)
- Straudorf (166)